# Piramide u Gizi
Piramide u Gizi ili Nekropola u Gizi u Egiptu spadaju među najpoznatije i najstarije građevine čovječanstva. Nalaze se na zapadnom rubu doline Nila, oko osam kilometara jugozapadno od grada Gize. Udaljene su oko 15 kilometara od centra grada Kaira i nalazi se direktno na ulici piramida (Sharia al-Ahram). Jedine su preostale od Sedam svjetskih čuda antike.
Najveća i vjerojatno najpoznatija piramida je Keopsova piramida, faraona Keopsa koji je vladao oko 2558. pr. Kr. - 2532. pr. Kr. Blizu nje je Velika sfinga, te Kefrenova piramida. Treća i ujedno najmanja je Mikerenova piramda.
Zbog toga su 1979. godine upisane na UNESCO-ov popis mjesta svjetske baštine u Africi, zajedno s obližnjim drevnim gradom Memfisom, i nekropolama u Abusiru, Dahšuru i Sakari.

### Gradnja Piramida
Piramide su građene između oko 2620. pr. Kr. - 2500. pr. Kr. na oko 1000 puta 2000 metara širokim visoravanima od vapnenca. S izgradnjom piramida istodobno su nastali hramovi, nekropola i naselje za radnike. Zanimljivost je i da u doba izgradnje piramida Egipćani nisu još poznavali kotač.
Smatra se da su služile za zbrinjavanje balzamiranih posmrtnih ostataka faraonovih mumija koje su se skrivale duboko u unutrašnjosti za svoj zagrobni život.

## Galerija
- Nekropola u Gizi iz zraka
- Velika sfinga u Gizi s Kefrenovom piramidom
- Nekropola u Gizi noću
- Panorama (Giza u dnu)